# Марија Семјонова
Марија Васиљена Семјонова (рус. Мария Васильевна Семёнова; Санкт Петербург, 1. новембар 1958) је руска списатељица и преводитељица, а по образовању авио-инжењер.
Њене књиге су жанровски у домену фантастике и историјске фикције засноване на словенској и нордијској митологији. Њена најпознатија дела су историјска тетралогија Вукодав која је 2007. екранизована у филм Вукодав из рода Сивог Пса и научно-популарна књига Ми, Словени која је у каснијим издањима преименована у Живот и веровања старих Словена. Сматра се једним од оснивача словенске фантастике.
Добитница је бројних књижевних признања.

## Биографија
Семјонова је рођена 1958. у Лењинграду (данашњи Санкт Петербург) где је завршила престижну аеронаутичку академију и стекла звање авио-инжењера. Њена опчињеност историјским романима датира још из школских дана након што је прочитала књигу о норманским освајањима Енглеске 1066. године. Своју прву књигу за децу Лабудови лете (Лебеди улетают) објавила је 1989. године, а већ 1992. и књигу Пелко и вукови (Пелко и волки).
Након објављивања друге књиге напустила је аеронаутички институт и посветила се преводилачком и књижевном раду. Преводила је углавном фантастичну литературу и увек је критиковала домаће писце зашто занемарују домаће теме:
Зашто се увек толико инсистира на толико пута прожваканом толкиновском сендвичу, а наш пребогати домаћи материјал се гура под тепих?
Године 1995. објавила је први део тетралогије Вукодав која је настала као резултат тог „враћања“ властитим историјским коренима. Након великог успеха Вукодава године 1997. објавила је и други део Вукодав: Право на двобој (Волкодав. Право на поединок), а потом су следили Вукодав: Знамење пута (Волкодав: Знамение пути) и Вукодав: Дијамантске горе (Волкодав: Самоцветные горы).
У међувремену и њене друге књиге постижу запажене успехе. Валкира, Пут лабудова, Два краља, Викинзи, Двобој са змајем. Написала је и научно-популарну едицију Ми, Словени која је у каснијим издањима преименована у Живот и веровања старих Словена где се за читаце на интересантан начин бави прошлошћу старих Словена.
Године 2005. на тржишту се појавила и прва видео игрица по мотивима Вукодавових авантура, а 2007. снимљен је и филм Вукодав из рода Сивог Пса у режији Николаја Лебедева.

## Награде
- 1989 - награда за најбољу дечју књигу Лабудови лете
- 1996 - Белајева награда за роман Вукодав
- 2005 - награда Елита
- 2007 - награда Мир фантастики за најбољи роман фантастике за дело Тамо где шума не расте
- 2008 - Росконова награда за књижевника године